# 擲骰制象棋
擲骰制象棋（Dice chess），為古代恰圖蘭卡、印度四角棋就有的變體規則，在波斯象棋、緬甸象棋、國際象棋變體也有這種玩法，是用六面骰決定該移動六種象棋棋子之一。